# آنکوس ۱۴۰۸۸
سیارک ۱۴۰۸۸ (به انگلیسی: 14088 Ancus، نامگذاری:1997JB10) چهارده هزار و هشتاد و هشتمین سیارک کشف شده‌است که در ۳ مه ۱۹۹۷ کشف شد.
قدر مطلق سیارک برابر ۱۲.۳ است.